# 黎家
黎家 (1963年4月—)，江苏太仓人，兰州大学生命科学学院院长、教授。入选中华人民共和国教育部2008年度"长江学者"特聘教授，曾在在湖南师范大学生物系教师、密苏里大学哥伦比亚分校从事博士后研究。